# Histoire de la connaissance du cerveau
L'histoire de la connaissance du cerveau est la branche de l'histoire des neurosciences qui retrace l'évolution dans le temps de l'ensemble du savoir scientifique concernant spécifiquement cet organe. Pendant des millénaires, le lieu même de la pensée et des émotions a fait l'objet de débats, de même que le lien entre le cerveau humain et les autres organes ou parties du corps, que ce soit dans son fonctionnement normal ou dans ses états pathologiques.

## Antiquité
La conception antique de la fonction cérébrale se résume globalement en deux théories : le cardiocentrisme, théorie cardiocentriste d'Aristote selon laquelle le cœur, organe chaud et sec, est le siège des facultés mentales ; et le cérébrocentrisme (ou céphalocentrisme), théorie céphalocentriste de Platon et plus tard de Galien selon laquelle ces facultés mentales sont localisées dans le cerveau.

### Hippocrate
Hippocrate (seconde moitié du Ve siècle av. J.-C., première moitié du VIe siècle av. J.-C.) compte le cerveau parmi les glandes, ou du moins l'assimile-t-il à ces organes, c'est ce qui apparait dans le Livre Sur les glandes (Περί αδένων) : le cerveau pompe le liquide dans toutes les parties du corps, et le renvoie à toutes les parties ; c'est le va-et-vient du phlegme (φλέγμα, ou pituite), important aussi pour la conservation de la santé. Si cette prétendue fonction ne s'exécute pas régulièrement, il naît deux sortes d'affections , les unes sur le cerveau, les autres sur le reste du corps. Dans le même sens, le cerveau, dans le livre Des Chairs (Περί σαρκών), est la métropole du froid et du visqueux. Du cerveau partent sept catarrhes qui causent de graves maladies:

« Il produit des maladies et moindres et plus graves que les autres glandes ; et il les produit quand il envoie aux parties inférieures du corps sa surabondance. Les fluxions venant de la tête jusqu'à excrétion se font naturellement par les oreilles, par les yeux, par les narines, en voilà trois. D'autres arrivent par le palais au larynx, au pharynx; d'autres, par les veines, à la moelle épinière, aux hanches. En tout sept. »

Cette théorie dite « catarrhale » est progressivement abandonnée après le De catarrhis de Conrad Victor Schneider de 1660-64.
La théorie des quatre humeurs, la théorie la plus connue attribuée à Hippocrate, est exposée dans le traité De la Nature de l’homme (Περί φύσιος ανθρώπου). Les quatre humeurs de la médecine hippocratique sont le sang (αἷμα / haima), le phlegme (φλέγμα / phlegma) ou pituite (du latin pituita), la bile jaune (ξανθὴ χολή / xanthe chole) et la bile noire ou atrabile (μέλαινα χολή / melaina chole). « Chacune de ces quatre humeurs, définie par deux qualités élémentaires, est mise en relation avec chacune des quatre saisons, définie aussi par deux qualités élémentaires. Chaque humeur est en harmonie avec chaque saison. De la sorte, les humeurs à l’intérieur du corps suivent un cycle annuel, au rythme des saisons. ». Le phlegme, humide et froid, s'impose en hiver, saison humide et froide ; le sang, humide et chaud, s'impose au printemps, saison humide et chaude ; la bile jaune, humeur sèche et chaude, s'impose en été, saison sèche et chaude. La bile noire, sèche et froide, s'impose en automne, saison sèche et froide,. La théorie des quatre humeurs ou tempéraments se définit par la prédominance d'une des quatre humeurs tout au long de la vie : flegmatique, sanguine, bilieuse et mélancolique; le cycle des humeurs au cours de la vie divisé en les Quatre âges de la vie (prédominance du sang pendant la jeunesse, de la bile jaune pendant la force de l'âge, de la bile noire pendant l'âge mûr et du phlegme pendant la vieillesse); enfin les quatre humeurs sont connectées avec les quatre éléments de l'univers : feu, air, eau, terre. La théorie reprise par Galien, n'a connu sa forme définitive, notamment avec la théorie correspondante des quatre tempéraments — savoir sanguins, phlegmatiques bilieux, mélancoliques, — qu'à une époque tardive. La Nature de l'homme établit un système cohérent à succès dont l'influence se prolongera après Hippocrate; et aura un essor considérable non seulement en Orient, mais aussi en Occident, puis au Moyen Âge. 
Si les travaux de Galien ont grandement contribué à la connaissance de la structure et du fonctionnement du cerveau, des nerfs, de la moelle épinière, son autorité est restée incontestée jusqu'au XVIe siècle, ce qui a probablement ralenti les progrès médicaux et découragé de nombreuses recherches originales. Le galénisme aura d'autre part une importance culturelle immense, façonnant la perception que l'on a de la maladie mentale. Une personne mélancolique au Moyen-âge pouvait être plus que simplement « pensive » ou « triste » ; elle pouvait était sujette « à un profond découragement, à des colères persistantes et à des cauchemars ». Le personnage mélancolique par excellence en littérature anglaise est Hamlet de Shakespeare, qui se plaint de ses mauvais rêves et qui va jusqu'à diagnostiquer sa propre mélancolie. Par un tortillement étrange l'humeur a donné aussi le mot humour (le terme « humour » en français dérive du mot « humor » en anglais, lui-même dérive du moyen anglais « humor », du moyen français « humeur », du latin médiéval et du latin « humor » (humeur du corps), etc.), probablement aussi sous l'influence de Ben Jonson, pour qui la prédominance d'une humeur dans un individu conférait à celui-ci « une excentricité, une bizarrerie caractérielle nettement comique ».

### Aristote
Pendant des millénaires, on croyait communément que le siège de l'activité mentale était situé au centre du corps humain, dans le cœur. Aristote défendait ce point de vue contre Hippocrate par exemple, qui pensait déjà que les pensées, les sentiments et les émotions étaient gouvernées par le cerveau. La vision d'Aristote, que nous savons aujourd'hui infondée, est restée pendant longtemps la vision la plus répandue (peut-être en raison des manifestations de tachycardie que l'on retrouve lors d'émotions intenses et qui contrastent avec l'absence de sensibilité absolue du cerveau) et se retrouve dans certaines expressions courantes comme par exemple « Tu me brises le cœur », « Avoir un cœur de pierre », ou encore « Apprendre par cœur ».
Aristote ne voit ainsi dans le cerveau qu'une sorte de radiateur. Justifions cependant son erreur par quelques considérations anatomiques : 
- le cerveau est effectivement un des organes les mieux vascularisés du corps humain ;
- mis à nu, le cerveau semble beaucoup moins sensible que le cœur aux stimulations mécaniques.

### Galien
Il a fallu une véritable révolution philosophique et scientifique pour mener à l'idée du cerveau comme centre des pensées, comme par exemple avec Platon qui sépare l'âme en trois parties dont l'une, immortelle, se situe dans la tête. La révolution scientifique, qui s'accompagne de la connaissance de l'anatomie humaine avec Hippocrate, Hérophile et Érasistrate, aide les médecins à accepter l'idée qu'un dégât au niveau du cerveau puisse avoir des conséquences au niveau d'autres organes. Cette connaissance scientifique reste cependant très limitée. Hippocrate écrit par exemple : « le cerveau est semblable à une glande... blanc, friable comme celle-ci ». Et Hérophile, bien qu'il participe grandement à l'accroissement de la connaissance de l'anatomie du cerveau, resta persuadé que toutes les affections du corps humain provenaient exclusivement de problèmes dus à des déséquilibres d' « humeurs ».
Après les travaux expérimentaux de Galien, il n'était déjà plus possible de douter que le siège de l'« âme dirigeante » était dans le cerveau. Plus tard, d'autres personnes, comme Augustin d'Hippone (354-430), sans remettre en cause le caractère central du cerveau au détriment du cœur, place bien l'esprit au sein du cerveau, mais parmi les espaces vides dont l'anatomie a révélé l'existence à l'intérieur du cerveau : les ventricules. Ces dernières structures ont été décrites dès le IIe siècle par Galien. Nemesius, au Ve siècle, attribue à chacun d'entre eux une fonction spécifique : l'imagination et les sensations à la partie antérieure, la réflexion à la partie médiane et la mémoire à la partie postérieure. 
Galien donne la première étude topographique des ventricules cérébraux qu'il incorpore dans sa théorie pneumatique. 

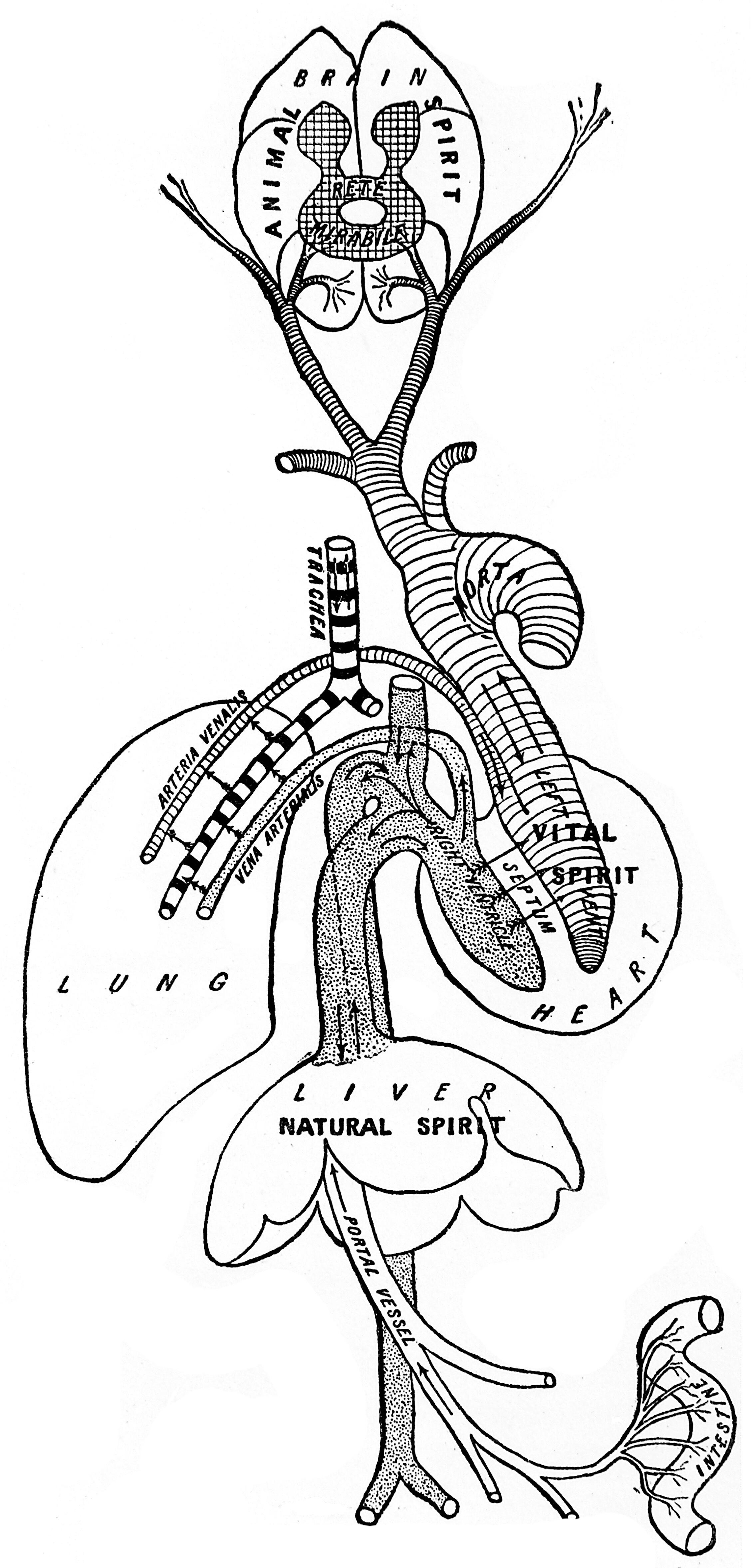
Circulation sanguine chez Galien, avec la mention d'un rete mirabilis sur la base du crâne. Illustrant la théorie du pneuma, ce schéma est tiré de l'ouvrage de Charles Singer, The evolution of anatomy : a short history of anatomical and physiological discovery to Harvey, being the substance of the Fitzpatrick lectures delivered at The Royal College of Physicians of London in the years 1923 and 1924

Galien reprend la théorie pônée par les médecins de l’École d'Alexandrie (Hérophile et Érasistrate). Dans ce système, le corps se comprend comme un système hydraulique — les veines, les artères selon Anaximène et Aristote sont remplies d'air ; plus tard, les nerfs selon cette théorie seront creux — dans lequel circulent esprit vital (πνεῦμα ζωτικὸν / pneuma zootikon, localisé dans le cœur) ; esprit physique (πνεῦμα φυσικὸν / pneuma physikon, en latin « spiritus naturalis », localisé dans le foie) et esprit psychique (πνεῦμα ψυχικὸν / pneuma psychikon, en latin « spiritus animalis », localisé dans le cerveau). Du cœur, via les carotides, l'esprit vital atteint le rete mirabilis; le réseau admirable, structure vascularisée mythique, s'y transforme en esprit animal dans lequel sont distinguées : — une partie utile rassemblée dans les ventricules du cerveau, qui passe par le système nerveux pour aboutir aux organes des sens et aux muscles ; — une partie excrémentielle selon deux formes: l'une gazeuse s'éliminant par les sutures crâniennes et les sinus aériens du crâne; l'autre, liquide, la pituite qui s'élimine par le nasopharynx. Différent théories affectent à chacun des 3 ventricules les facultés psychique : imagination, cogitation, mémoire. Tout le Moyen Age a brodé sur ces données fondamentales. 
Cette théorie pneumatique est encore reprise par Descartes dans sa physiologie. Les Anciens croyaient que les nerfs étaient de petits tubes pourvus de valvules ou soupapes, dans lesquels circulaient les « esprits animaux ». Pour Ambroise Paré : « Tel esprit est communément fait triple: animal, vital, et naturel. L'esprit animal prend sa source dans le cerveau et est distribué par les nerfs. C'est par lui que l'âme agit. Il gouverne les sensations, le mouvement et la mémoire. », ; et les nerfs sont les « voies et instruments ou organes de l'esprit animal et des facultés portées par iceux ». Henricus Regius (1598-1679) a enseigné dans sa Philosophie Naturelle, que les nerfs étaient munis de valvules dans toute l'étendue de leur trajet,; et Descartes dans son traité de L'Homme, seulement dans les points où ils se divisent en plusieurs rameaux pour pénétrer dans les muscles. L'opinion que les nerfs étaient creux a persisté longtemps après la découverte du microscope, à cause d'une aberration optique des cylindres réguliers transparents. 
La vraie nature du cerveau et de ses relations avec les autres organes n'est donc pas encore comprise. Cependant, la connaissance anatomique du cerveau a grandement progressé au cours de l'Antiquité.

## Avicenne

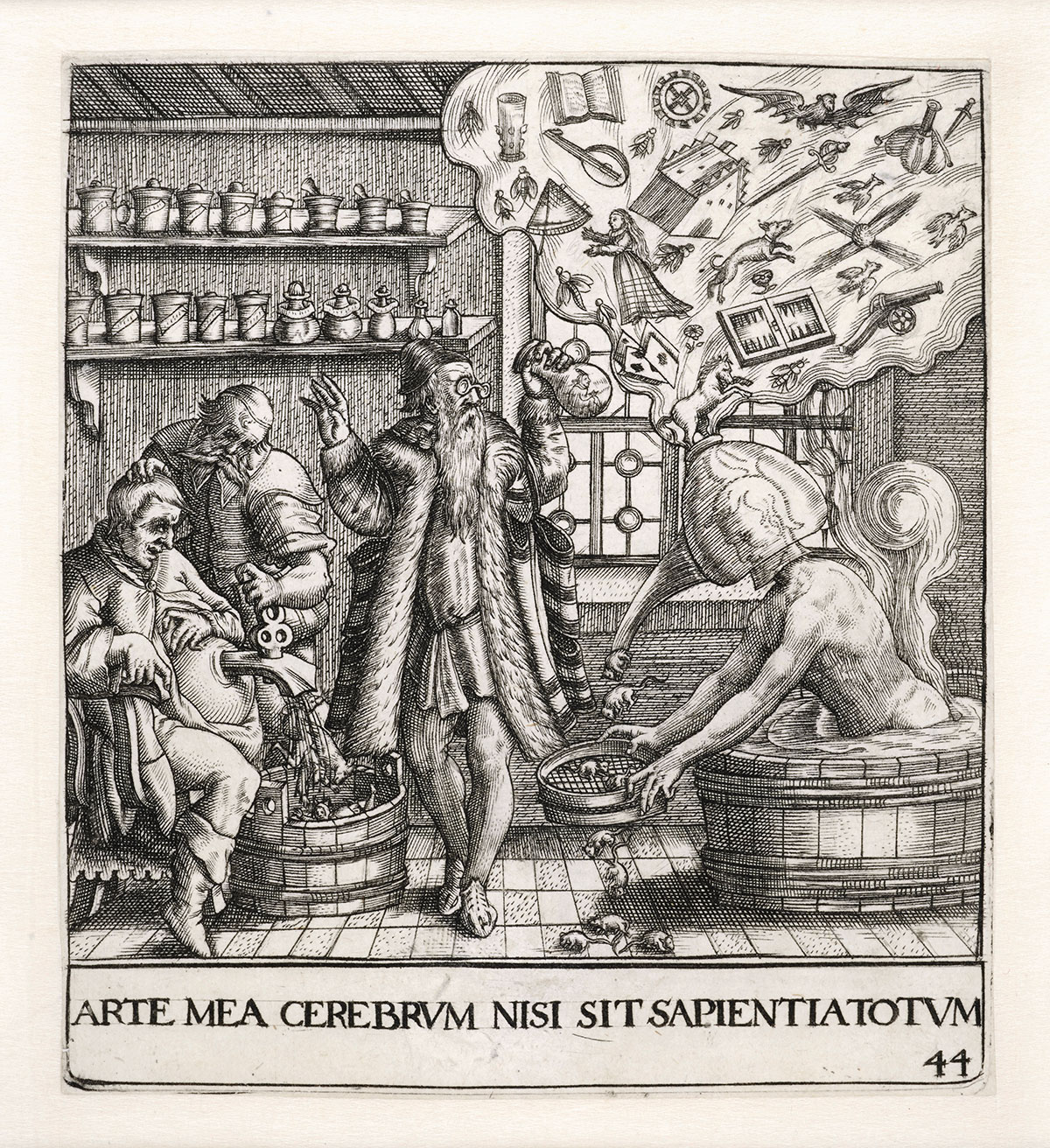
Johann Théodor de Bry, Arte mea cerebrum série des Emblemata, 44, eau-forte sur papier, 1596. parodiant selon toute vraisemblance l’explication paracelsienne du délire épileptique par « une humeur distillée dans la tête ».

Avicenne (Ibn Sina) (980-1037) compare reprenant la théorie catarrhale, la compare à une distillation dont l'estomac serait la cucurbite, la tête le chapiteau, et les narines et la bouche les conducteurs par lesquels l'humeur se distille. L'art de la distillation s'est développé chez les Arabes, qui se sont occupés d'extraire des arômes et qui ont porté par la suite leurs procédés dans l'Occident médiéval. Le mot alambic, formé à partir de l'arabe se trouve leurs écrits antérieurs au dixième siècle.Des huiles essentielles à la quintessence il n'y a qu'un pas ; aux XIIIe et XIVe siècles siècles, sinon antérieurement chez les Arabes, l'idée d'une âme-quintessence se développe, héritée d'Aristote, une idée de l'âme proche du pneuma grec et du spiritus latin, qui aura son succès chez les alchimistes, et qui influencera probablement Descartes et la plupart des médecins de la seconde moitié du XVIIe siècle : « l’homme comme un alambic ou un assemblage d’alambics, un appareil à déphlegmer, à subtiliser et purifier la matière ingérée ou circulante ». Les comparant à l’esprit-de-vin et autres soufre, sel nitre ou mercure aérien, les iatrochimistes définissaient couramment les esprits animaux comme la quintessence du sang. Cette idée d'un homme alambic se retrouve dans certaines gravures de Johann Théodor de Bry, vers 1596.   

## Averroès
Selon Averroès (Ibnou Rachd) (1126-1198), la pensée serait séparée des individus. La pensée et universelle pour toute l’espèce humaine : "Ça pense en moi". Selon lui, ce n’est pas l’homme qui pense mais la présence universelle d’une altérité en lui . Dans ce sens, l’intellect de l’espèce humaine considère le monde comme une représentation collective de l’univers devant être ensuite abstraite et traitée par des niveaux supérieurs d’activité intellectuelle . Averroès considérait le système nerveux non pas comme une entité unique mais plutôt comme un complexe de divers éléments . Averroès a établi l'observation comme une base de ses connaissances? Il faisait ses déductions à partir du travail qu'il avait effectué ou des oservation lors des autopsies, probalblement celles faites par Ibnouzohr (Avenzoar) .   

## XVIIesiècle
Il faudra attendre le XVIIe siècle en Europe véritablement pour dépasser le niveau de connaissance de l'Antiquité, grâce à l'essor des dissections à partir des XVIe – XVIIe siècles. Néanmoins, ces siècles voient peu d'avancées significatives, bien qu'ils soient riches en débats pour expliquer la spécificité de l'esprit humain et ce malgré le renouveau des études anatomiques à partir du XVIe siècle. Le XVIIe siècle, va toutefois connaitre dix années (1655-1665) particulièrement féconde dans le domaine de l'anatomie, de la connaissance et des études du cerveau et du système nerveux, pendant lesquelles Thomas Willis (1621-1675), Marcello Malpighi (1628-1694) et Nicolas Sténon (1638-1686), vont connaître des résultat importants. Il faut ajouter Conrad Victor Schneider (1614-1680), qui dans son Osse cribriformi de 1655, puis dans son De catarrhis de 1660-1664, a réfuté la théorie catarrhale qui datait d'Hippocrate, surtout l'idée la plus répandue qu'elle véhiculait selon laquelle le nasopharynx serait l'émonctoire du cerveau ; et Johann Jakob Wepfer (1620-1695) qui dans ses Observationes Anatomicae de 1658, décrit les artères cérébrales en détail, identifiant la structure reconnue aujourd'hui comme le polygone de Willis.
Le médecin et professeur de l'Université de Wittemberg, Conrad Victor Schneider  : dans son Osse cribriformi de 1655, puis dans son De catarrhis de 1660-62 et 1664 démontre que le nez n'est pas l'émonctoire du cerveau. L'ouvrage développe les preuves anatomiques que le mucus (ou pituite, particulièrement visible dans la rhinorrhée associée aux rhumes, appelés communément « rhume de cerveau ») ne se forme pas dans le cerveau et qu'il n'est pas déversé dans le nasopharynx via la lame criblée de l'os ethmoïde. Schneider découvre la muqueuse naso-sinusienne (tunica narium) et place dans le sang la source du catarrhe ; sa substance est une éjection (éjectamentum) de la masse sanguine entière. Quelques anatomistes du XVIe siècle avaient déjà réfuté l'opinion des anciens, suivant laquelle il existe, entre les ventricules du cerveau et le nez, une communication dont on s'était généralement servi pour expliquer le coryza, mais c'est à Schneider que l'on doit d'avoir démontré par l'anatomie que cette opinion est insoutenable. En établissant qu’il n’existe pas de connexion anatomique ouverte entre le cerveau et l’espace aérien nasal, il réfute l'hypothèse catarrhale établie par Hippocrate, deux mille ans plus tôt, et pérennisée par Galien au IIe siècle, il établit la continuité de la dure-mère, et détermine que l'hypophyse, la « glande pituitaire », n'est pas responsable de la sécrétion du mucus. Les ouvrages de Schneider ouvrent la voie aux découvertes de Sténon sur les glandes, à une époque les glandes émergeaient comme un nouveau domaine de recherche anatomique. Schneider et Sténon, comme Vésale auparavant réfutent aussi l'exitance d'un Rete mirabile cérébral, à l'origine des esprits animaux de la théorie pneumatique galénique.

Le cerveau était depuis Aristote assimilé à une glande; ce qui faisait du mucus, des larmes, et même du cérumen des productions sécrétoires du cerveau. Dans ses Observationes anatomicae de 1662 , l'anatomiste danois Nicolas Sténon (1638-1686) a répondu très activement aux idées de Schneider, les peaufinant et en les poursuivant a fait un travail minutieux sur les glandes lacrymales, dans lequel il a nié l'origine cérébrale des larmes : Sténon découvre les minuscules conduits des glandes lacrymales et donne immédiatement la seule explication correcte de la sécrétion des larmes, lorsqu'il soutient que les larmes sont le produit des glandes lacrymales et qu'elles ont leur origine dans le sang artériel par l'influence des nerfs sur les glandes ; que la fonction normale du liquide lacrymal est de maintenir la surface de l'œil et des paupières lisses ; et que ce liquide passe ensuite ensuite par les points lacrymaux, les canaux lacrymaux, qui ont également été observés pour la première fois par Sténon ; ainsi que et par les conduits naso-lacrymaux jusqu'au nez ; passage qui pouvait être débordé lorsque le liquide lacrymal était sécrété en abondance excessive, par exemple pendant le processus de pleurs. Enfin dans le même traité, il affirme également que le cérumen est une sécrétion glandulaire, les glandes situées entre la peau et le cartilage.
De séjours à Paris de novembre 1664 à septembre 1665, Nicolas Sténon prononce début de l'année 1665 son célèbre Discours sur l'anatomie du cerveau , devant une assemblée de savants réunie à l'Académie Melchisédech Thévenot, qui va orienter la recherche neuroscientifique pour les années qui suivent. 

Un certain nombre de penseurs scientifiques même les plus émancipés — parmi lesquels Vieussens, Willis, qui produit en 1664 son Cerebri anatome, et René Descartes, dont L'Homme, ouvrage posthume rédigé dans les années 1630 vient d'être publié par Claude Clerselier — étaient encore sous la domination complète de l'idée d'esprits animaux, censés remplir les ventricules cérébraux. Descartes et ses disciples notamment, en dépit d'une connaissance médiocre de l'anatomie du cerveau, avaient élaboré des modèles complexes pour expliquer les fonctions cérébrales, notamment en choisissant le corps pinéal comme siège de l'âme (res cogitans), qu'ils croyaient capable de s'incliner, influençant la dispersion des esprits animaux dans des nerfs spécifiques connectés aux ventricules du cerveau. La grande valeur du Discours repose notamment sur la clarté et la franchise avec laquelle Sténon, à propos du cerveau, voit et admet sa propre incertitude et l'ignorance de son temps :

« Messieurs, Au lieu de vous promettre de contenter votre curiosité, touchant l’Anatomie du Cerveau ; je vous fais ici une confession sincère et publique, que je n’y connais rien. Je souhaiterais de tout mon cœur, d’être le seul qui fût obligé à parler de la sorte ; car je pourrais profiter avec le temps de la connaissance des autres, et ce serait un grand bonheur pour le genre humain, si cette partie, qui est, la plus délicate de toutes, et qui est sujette à des maladies très fréquentes, et très dangereuses, était aussi bien connue, que beaucoup de Philosophes et d’Anatomistes se l’imaginent. Il y en a peu qui imitent l’ingénuité de Monsieur Sylvius, qui n’en parle qu’en doutant, quoi qu’il y ait travaillé plus que personne que je connaisse. Le nombre de ceux à qui rien ne donne de la peine, est infailliblement le plus grand. Ces gens qui ont l’affirmative si prompte, vous donneront l’histoire du cerveau, et la disposition de ses parties, avec la même assurance, que s’ils avaient été présents à la composition de cette merveilleuse machine, et que s’ils avaient pénétré dans tous les desseins de son grand Architecte. »

— Discours de l'anatomie du cerveau (p.2)
À la suite de quoi certains auteurs comme Jacques-Bénigne Winslow (1669-1760), Albrecht von Haller (1708-1777) ou Michele Attumonelli (1753-1826), pourront faire de même à propos du cerveau une déclaration d'ignorance, « aveu qui relevait d'un refus de localiser abusivement les facultés de l'âme à partir d'une connaissance anatomique partielles ». Le Discours de Sténon se caractérise par une affirmation de refus clair des constructions anatomiques et physiologiques de Descartes La publication du Discours en 1669 s'accompagne d'illustrations, dont une coupe sagittale du cerveau, probablement parmi les plus précises jamais réalisées.
La théorie des esprits animaux suscite des doutes parmi certains « intellectuels lucides » à la fin du XVIIe siècle et au début du XVIIIe siècle, parmi lesquels Sténon et Johann Jakob Wepfer (1620-1695), dont les travaux sur l'apoplexie ont contribué à initier la discipline de la neurologie cérébrovasculaire. Cependant sans alternative valables les esprits animaux sont demeuré dans le discours médical au moins jusqu'aux expériences galvaniques de stimulation électrique des nerfs opérées par Luigi Galvani (1737-1798),
Descartes pensait que l'âme pouvait uniquement être associée à une substance pensante (res cogitans) radicalement distincte de la matière qualifiée de substance étendue (res extensa). Au contraire, dans L'Homme-machine en 1748, La Mettrie dénie la nécessité d'un recours à un pont entre esprit et matière (la glande pinéale selon Descartes). En effet, pour lui, le corps doit être considéré comme une machine dans laquelle le cerveau est l'organe où se manifeste ce que l'on appelle l'âme.

## XVIIIesièclepremière moitié duXIXesiècle

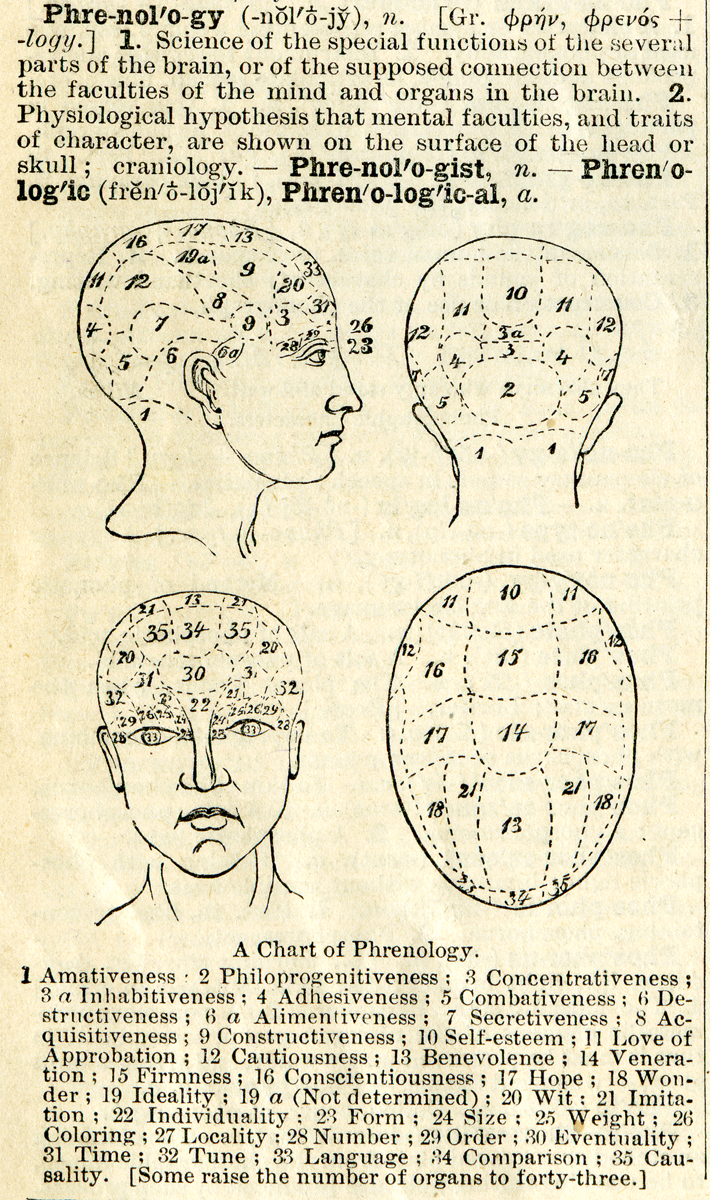
Une carte morphologique du cerveau publiée dans le Modern English-English Dictionary

Les avancées suivantes eurent lieu au début du XIXe siècle avec les succès de la phrénologie, confirmant que le cerveau est le centre actif de toute connaissance et émotion : au XVIIIe siècle, le neurologue François Joseph Gall émet une théorie, aujourd'hui dépassée, sur la localisation des fonctions cérébrales dans le cerveau (phrénologie). Par la suite, dans la première moitié du XIXe siècle, François Broussais enseigne cette théorie, après en avoir imaginé une autre sur les relations entre « vie » et « stimulus » ainsi que sur l'interdépendance (ou « sympathies ») des divers organes. Ces théories eurent une influence sur Auguste Comte, qui publia un tableau cérébral dans son Système de politique positive (1851).
Les recherches sur les localisations cérébrales opposent les partisans de la phrénologie (Gall, Broussais) à ceux d'une vision unitaire de l'activité du cerveau (Flourens).
Entachée de thèses parfois fantaisistes, comme « la bosse des mathématiques » par exemple, la phrénologie inspire néanmoins les premières localisations de certaines fonctions au niveau du cortex et, en premier lieu, les recherches de Broca sur les aires cérébrales responsables du langage.
Selon Gall, le cerveau est une collection de 27 aires correspondant à des activités mentales telles que la couleur, le son, le langage, l'honneur, l'amitié, l'art, la philosophie, le vol, le meurtre, l'humilité, la fierté et la socialisation.

## Fin duXIXesiècleetXXesiècle

### DuXIXesiècleà la première moitié duXXesiècle
Dès la fin du XIXe siècle, presque tous les développements de la révolution scientifique donnent lieu à application dans l'étude du système nerveux central. Les progrès de l'électromagnétisme, de la chimie organique, de la microscopie... offrent de nouveaux instruments à l'étude du cerveau et permettent de renouveler les méthodes de recherche qui reposent jusqu'alors uniquement sur l'anatomie descriptive.
Une étape cruciale est franchie avec la mise en évidence des cellules du système nerveux (que l'on appellera neurones) par Golgi et Cajal, grâce à une nouvelle technique de coloration qui permet également des études successives sur la forme, les propriétés, les fonctions et les connexions des neurones : Sherrington décrit le fonctionnement des systèmes réflexes, Sperry montre que les parties droite et gauche du cerveau sont impliquées différemment dans ses fonctions et Penfield établit une carte des localisations de la sensibilité somatique dans le cortex cérébral.
Au début du XXe siècle, il apparaît rapidement qu'il y a encore beaucoup à apprendre sur la manière dont le cerveau supervise le langage, faculté spécifique à l'être humain. Dès 1906, Sherrington (prix Nobel en 1932) décrit le mécanisme corps cerveau comme un mécanisme complexe, contrôlé par des boucles rétroactives. La rétroaction, écrit Sherrington, permet au cerveau d'évaluer la nature de toute une gamme de stimuli et de produire la réponse appropriée. Dans le même temps, Santiago Ramon y Cajal étudie la structure cellulaire du cerveau. Il découvre ainsi que les cellules nerveuses, baptisées « neurones » par Waldeyer, constituent les unités fonctionnelles de base du système nerveux et transmettent l'influx nerveux sans jamais se toucher. Cette découverte lui permet d'élaborer la théorie du neurone en 1891. On démontrera plus tard que l'influx nerveux passe d'un neurone à l'autre en traversant la synapse à l'aide de neurotransmetteurs.
De 1930 à 1950, le Canadien Wilder Penfield fait considérablement évoluer les connaissances sur les localisations cérébrales. Il réalise des stimulations électriques directes du cortex (au cours d'interventions chirurgicales) et répertorie méticuleusement les réponses aux stimuli. De plus, il résume ses expériences sous forme d'homonculus moteur et sensoriel.

## Seconde moitié duXXesiècle
Ce qui suit rend compte des thèses du Prof. Dr. Michael Hagner présentées à Goettingue, le 14 octobre 2005 lors d'une conférence intitulée "Ikonophilie und Ikonophobie in der Hirnforschung"

En faisant une étude des illustrations des livres scientifiques sur le cerveau, on constate une forte évolution durant la seconde moitié du XXe siècle. On pourrait dire que les scientifiques travaillant sur le cerveau sont passés d'une « iconophobie » à une « iconophilie ».

### «Iconophobie» de la cybernétique
Après la Seconde Guerre mondiale, la cybernétique est le paradigme dominant pour l'étude du cerveau.
On considère que le cerveau est équivalent à une machine à calculer. On est alors au début de l'émergence de l'informatique, et beaucoup de travaux théoriques s'accumulent pour montrer comment, avec des opérations logiques basiques, on peut résoudre des problèmes complexes. Par analogie, on considère que, n'importe comment, le cerveau réalise des opérations logiques du même type que celle que l'on était en train de mettre au point pour les ordinateurs.
La recherche sur le cerveau va alors se contenter de représenter les circuits logiques supposés être sous-jacents au fonctionnement du cerveau. Les représentations anatomiques sont absentes, ou bien simplifiées. Par exemple, le célèbre livre de John von Neumann, « The computer and the brain», a pour illustration en page de garde un ordinateur occupant la majeure partie de la photo et John von Neumann posant sur le côté. Ou bien des schémas de neurones connectés ressemblent plus à des schémas de logique ou d'électronique qu'à des planches histologiques.
De manière générale en biologie, deux types de représentations s'opposent : d'une part, des représentations physionomiques, et d'autre part, des représentations fonctionnelles. La cybernétique des années 1940 choisit délibérément le second. À l'instar du comportementalisme, il s'agit plus de savoir ce que fait le système plutôt que de savoir ce qu'est le système.
On peut tracer un parallèle entre cette abstraction systématique dans la représentation du cerveau de la part de l'école cybernétique des années 1940-50 avec le rejet général d'une approche particulariste dans la plupart des sciences de cette époque. En ethnologie, par exemple, domine le structuralisme avec notamment Claude Lévi-Strauss. En effet, la représentation physionomique a été (trop) utilisée par les sciences sous influence nationaliste afin de mettre en exergue la supériorité de tel ou tel. Par l'abstraction systématique, on veut au contraire refuser toute hiérarchisation, à la fois entre cultures humaines, et entre êtres vivants, voire entre toutes structures capables de traitement logique de l'information.

### «Iconophilie» de l'imagerie cérébrale
Depuis les années 1990⁣⁣, ⁣ on assiste plutôt à un retour de l'autorité de l'image comme élément de preuve scientifique dans le cadre de la recherche sur le cerveau. Bien que les nouvelles méthodes d'imagerie cérébrale nécessitent une haute technicité et un traitement informatique complexe, et donc que les images obtenues ne correspondent pas à une observation directe des phénomènes, elles exercent néanmoins par leur apparente simplicité et par leur attractivité (de jolie couleur, parfois même des animations...), une fascination, une force de conviction intrinsèque.
Consécutivement, la comparaison ordinateur/cerveau perd de sa force dans la communauté des chercheurs en neuroscience. Elle est remplacée par les concepts d'auto-organisation, de plasticité, d'apprentissage… Ironiquement, la recherche en informatique tente même de faire des ordinateurs qui miment le cerveau. On parle de réseaux neuronaux, d'intelligence artificielle, d'ordinateur capable d'apprendre, ou tout simplement de « convivialité » des logiciels et des systèmes d'exploitation…
Néanmoins, les spécialistes en neuroscience restent vigilants face à cette iconophilie. De plus en plus de critiques s'élèvent contre une « imagerie fonctionnelle » qui montre ce qui se passe pendant tel ou tel comportement/pensée, mais ne dit rien du comment est corrélé un comportement avec l'activation de telle ou telle aire cérébrale.

### Neuromythe de la sous-utilisation du cerveau humain
On découvre, dans l'entre-deux guerres, que le cerveau est composé de plus de cellules gliales que de neurones, dans un rapport estimé de 4:1. Il n'en a pas fallu plus pour que des journaux titrent : « Nous n'utilisons que 20 % de notre cerveau pour penser ». Par déformations successives, cette phrase devient rapidement « Nous n'utilisons notre cerveau qu'à 20 % de sa capacité ». Cette erreur perdure encore dans plusieurs milieux aujourd'hui et constitue un neuromythe biaisant ainsi certaines réalités de l'éducation.

## XXIesiècle
Le XXe siècle voit les neurosciences induire une progressive naturalisation des objets de la philosophie de l'esprit (perception, langage, émotions, intelligence). Ainsi, l'approche neurophysiologique obtient des résultats remarquables dans l'étude du rêve (Jouvet) et des structures qui en sont responsables. À partir de cette jonction se constitue le champ des sciences cognitives qui feront bientôt appel également aux modèles mathématiques et cybernétiques, tout en considérant le rôle essentiel des émotions (Damasio) et de l'environnement (théories de la sélection neuronale de Changeux; darwinisme neuronal d'Edelman).
Renforcées par des techniques expérimentales toujours plus puissantes (microélectrodes, électroencéphalographies, radiographie X, caméra à positons et IRM) et enrichies d'un faisceau de disciplines complémentaires (neurobiologie, neuropsychologie, physico-chimie, génétique, embryologie...), les neurosciences abordent maintenant la description de ce qui fait la conscience de soi et la connexion entre conscient et inconscient.
Depuis son origine, la recherche sur le cerveau a connu principalement trois phases : phase philosophique, phase expérimentale et phase théorique. La prochaine phase a été annoncée comme une phase de simulation ― le futur des neurosciences.